# 克雷伊江卡 (伊久姆區)
49°26′13″N 36°46′31″E / 49.43694°N 36.77528°E
克雷伊江卡（羅馬化：Kreidianka）是位於烏克蘭東部哈爾科夫州伊久姆區巴拉克利亚市镇的村莊。該村始建於1670年，面積0.11平方公里，海拔高度78米，2001年人口34，人口密度每平方公里323.8人。